# Karl Hasse
Karl Hasse (Dohna, Saxònia, 20 de març de 1883 - 31 de juliol de 1960) fou un compositor i organista alemany. Estudià en l'Escola de Sant Tomàs i al Conservatori de Leipzig, assistint també als cursos de la universitat. Poc temps després fou director de l'orquestra de l'Acadèmia Gesangverein i la del Collegium Musicum, presentant-se més tard com a organista a Leipzig, Berlín i Múnic. Després fou director de diverses entitats musicals de diverses poblacions alemanyes. Les seves obres principals són: Variacions per a dos pianos; tres Elegies per a piano; Obertures corals, i tres Fantasies i Fugues; sis peces i una Suite per a orgue; Missa brevis, a 8 cors i 4 veus soles; Suite per a orquestra i melodies vocals religioses i profanes.